# 站前区
站前区是中国辽宁省营口市所辖的一个市辖区，是营口市党政机关的所在地。隶属于辽宁省营口市，位于辽宁省南部，西邻辽东湾，东邻边临镇，南与二道镇县毗连，北与辽宾乡接壤南邻二道镇，全境面积82.31平方公里。

## 行政区划
站前区下辖6个街道办事处：
八田地街道、建丰街道、建设街道、跃进街道、东兴街道和新建街道。

## 历史沿革
清初，今站前区西部的荣魁里、互助里、菜市里称为东营子。
1840年（清道光二十年）时，东营子筑有三义庙。此外境内还有唐官屯（今中兴里）、邰家屯（今富强里）、贺家屯（今南光里、南窑里一带）和牛家屯（今劳动里）等几个居民村落。
1861年（清咸丰十一年）5月营口代替牛庄开为通商口岸后，英、法、美、日、俄、瑞典、荷兰、挪威等国在东营子的三义庙附近设置领事馆，欧美洋行、银行也集中于此。
1864年（清同治三年），清政府在此区域内设置了山海常关（俗称东海关）。
1899年（清光绪二十五年），俄国将东中铁路支线从大石桥延伸到营口牛家屯，并在牛家屯修建火车站和码头，使今东风街道办事处的劳动里、道叉子里和牛屯里一带成为居民集聚地。
1900年8月4日，沙俄借镇压营口义和团运动之机，军事占领营口，在区境内建立俄国军事统治机构——“营口民政厅”（今八田地里），站前辖区随营口为俄国占领区。
1904年日俄战争后，日军占领营口，并强行在今站前区境内开辟“新市街”为日本居留民地，站前辖区随营口为日占领区。
1906年12月，日本归还营口，营口海防同知厅和奉锦山海关兵备道重新回归营口，站前辖区随营口重新隶属于清政府管辖。
1909年前，区境内隶属于盖平县，1909年建立营口直隶厅后改属之。
1913年营口直隶厅改为营口县，区境内除“满铁附属地”外均隶属之。
1938年，营口县改为营口市，区境内设有大和区、绥定区、东昌区和振兴区（6条街）。
1946年4月，国民党统治营口时，将大和区改为复兴区，并实行保甲制，区域内设16个保公所。
1948年2月，营口第三次解放，再次组建营口市民主政府，废除旧区划，建立繁荣、幸福、胜利、河北、工农、车站、建设、民主等8个区。站前区境内设车站、建设和民主区。
1949年8月，撤消区建制，成立17个公安派出所，实行警政合一制，区内设车站、建设、益民、八田地、三楼5个派出所。
1950年起恢复区建制，以序数命名，设立五个区，站前区为第一区。
1956年7月，撤消一至四区，成立工业、车站、建设、八田地、渔市、得胜、西市场、胜利和清华等九个办事处，第五区成立郊区公所，划为路南、农场、花英台3个乡，辖27个村。
1957年营口市内调整区划，设站前、新华、西市3个区，辖9个街道办事处。站前区下设工业、车站、建设3个街道办事处。站前区之名也由此沿用迄今。
1960年，工业街道撤消，其辖居委会划归造纸厂。
1961年，从车站街道办事处劳动、东郊、曙光、公园、东风、钢铁街，成立东郊街道办事处。
1964年车站街道改称站前街道，1966年改称跃进街道。
1963年营口市撤消新华区，将八田地街道划为站前区管辖。
1974年，营口造纸厂新兴人民公社划归站前区。
1979年改称新兴街道办事处。
1980年3月，从八田地街道划出体育街，建设街道划出建丰街和丰收、昌盛街的一部分成立建丰街道办事处。
1986年，将营口劳改总队行政区改为隶属站前区，同年7月成立新建街道办事处。至此，站前区辖八田地、建丰、建设、跃进、东风、新兴和新建7个街道办事处。
2012年，将原老边区的光明村、董家村、新兴村、大兴村整建制划入站前区。调整后，站前区新增面积约8.91平方公里，新增人口约12014人。

## 人口
根據第七次人口普查數據，截至2020年11月1日零時，站前區常住人口為261439人。